# Cortinaire
Cortinarius
Genre

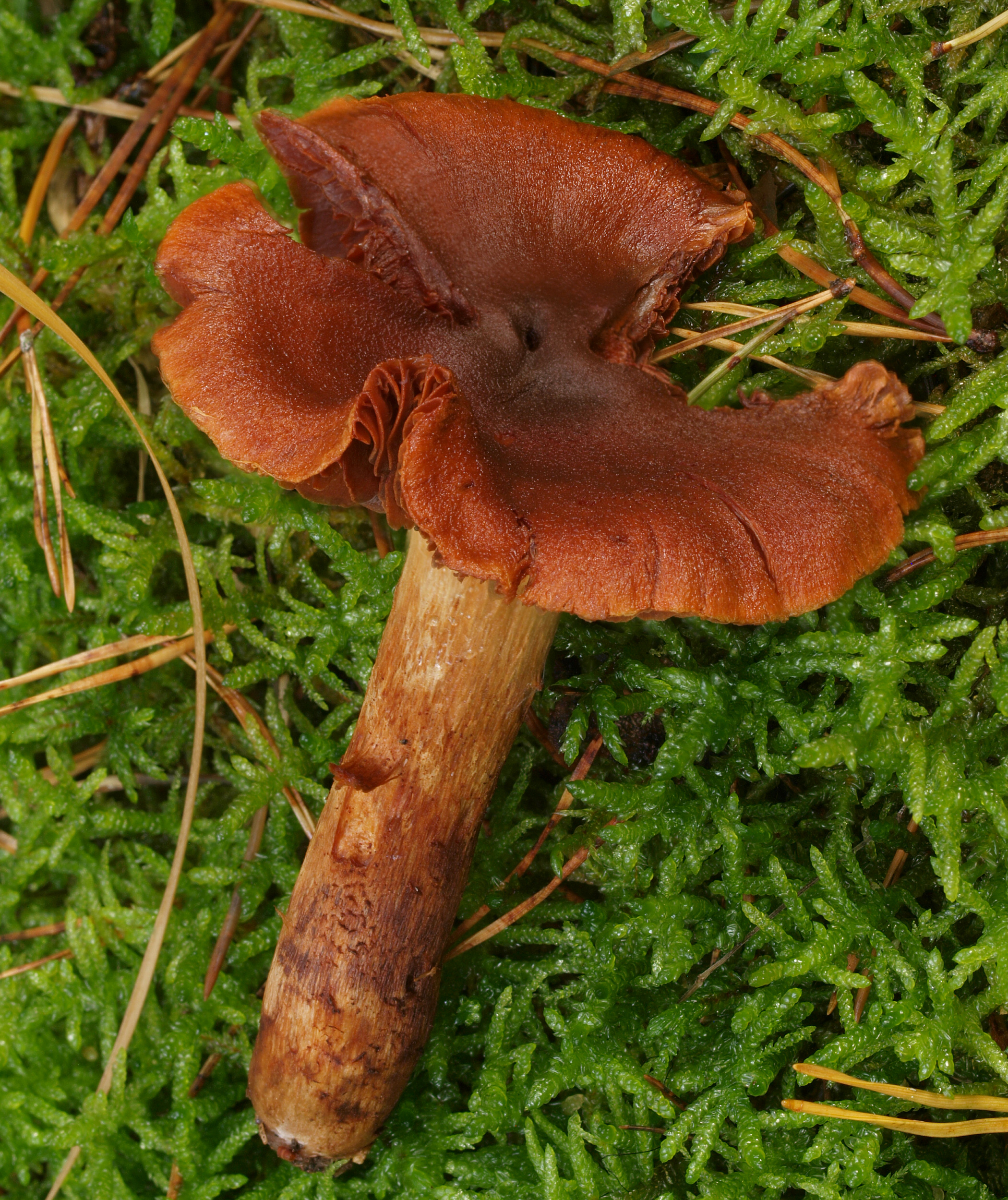
Le stipe concolore du Cortinaire couleur de rocou est couvert de fibrilles rousses, souvent rouille à cause des spores qui s'y retrouvent piégées.

Le genre Cortinarius, regroupant les Cortinaires (nom normalisé français), est le plus vaste et le plus méconnu des genres d'Agarics, rattaché à la famille des Cortinariaceae (Cortinariacées) caractérisés par la présence fréquente d'une « cortine », reste de voile partiel aranéeux (c’est-à-dire rappelant une toile d'araignée) qui relie la marge du chapeau (hyménophore) au sommet du stipe, et par ses spores ornementées, brun cannelle à brun fuligineux (brun bistre, couleur de suie) visibles sur le stipe au niveau des restes du voile disposé en guirlande.
Environ 2 000 noms (taxons) de Cortinaires ont été publiés, sans doute sur des bases peu solides et en ayant sous-estimé le caractère ubiquiste des champignons en général, et des Cortinaires en particulier.

## Quelques exemples européens
- Cortinaire couleur de rocou, Cortinarius orellanus, très toxique.
- Cortinaire remarquable, de Berkeley, Cortinarius praestans, réputé excellent comestible.
- Cortinaire violet, Cortinarius violaceus, courant, souvent confondu avec le Pied bleu (Lepista nuda).
- Cortinarius malicorius, qui peut facilement fortement bioaccumuler le mercure[4].

## Phylogénie
Les progrès de la génétique permettent de mieux regrouper les espèces et de comprendre leur phylogénie, voire les liens entre des populations situées sur deux continents différents. Ils permettront aussi de mieux identifier les espèces récemment introduites ou sur le point de l'être.

## Liste d'espèces

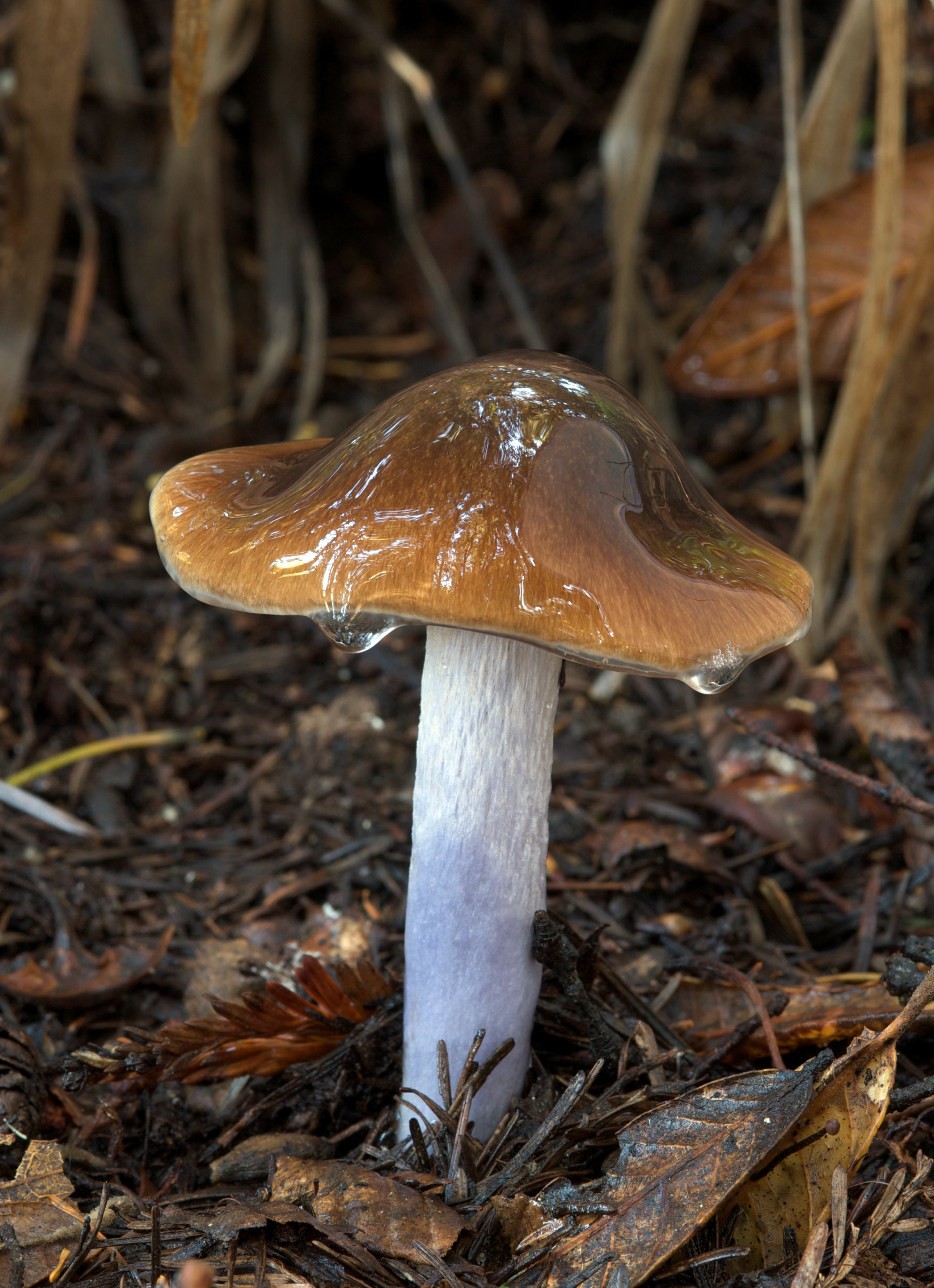
Un Cortinarius vanduzerensis à Salt Point State Park dans le comté de Sonoma, Californie. Février 2011.

Selon Catalogue of Life (29 octobre 2013) :
Selon Index Fungorum (29 octobre 2013) :
- Cortinarius aavae Liimatainen & Niskanen 2012
- Cortinarius abditus Rob. Henry 1993
- Cortinarius aberrans Rob. Henry 1952
- Cortinarius abiegnus Britzelm. 1892
- Cortinarius abietinus (Velen.) J. Favre 1960
- Cortinarius abietinus (Velen.) J. Favre ex Bon 1986
- Cortinarius abjectus Bidaud, Carteret & Reumaux 2010
- Cortinarius abnormis Watling & T.W. May 1992
- Cortinarius absarokensis M.M. Moser & McKnight 1987
- Cortinarius absinthiacus M.M. Moser 1975
- Cortinarius acerbiformis Reumaux 1992
- Cortinarius acerbus M.M. Moser & E. Horak 1975
- Cortinarius acetosus (Velen.) Melot 1987
- Cortinarius achrous E. Horak, Peintner, M.M. Moser & Vilgalys 2002
- Cortinarius achyrocephalus Melot 1989
- Cortinarius aciculisporus Moënne-Locc. 1997
- Cortinarius acidophilus Brandrud 1997
- Cortinarius aciegemmascens Rob. Henry 1991
- Cortinarius aciesterilis Bidaud 1993
- Cortinarius acigemmascens Rob. Henry 1970
- Cortinarius aciserratus Rob. Henry 1969
- Cortinarius aciserratus Rob. Henry 1988
- Cortinarius acutellus Bidaud & Moënne-Locc. 2003
- Cortinarius acutibulbus Chevassut & Rob. Henry 1982
- Cortinarius acutispissipes Rob. Henry 1981
- Cortinarius acutoaltus Chevassut & Rob. Henry 1982
- Cortinarius acutocephalus Bidaud 1997
- Cortinarius acutoides Peck 1910
- Cortinarius acutomammosus Rob. Henry 1969
- Cortinarius acutomammosus Rob. Henry 1988
- Cortinarius acutopholiotoides Palazón & Mahiques 2007
- Cortinarius acutorum Rob. Henry 1968
- Cortinarius acutorum Rob. Henry 1988
- Cortinarius acutovelatus Rob. Henry 1968
- Cortinarius acutovelatus Rob. Henry 1988
- Cortinarius acutus (Pers.) Fr. 1838
- Cortinarius acystidiosus Thiers 1960
- Cortinarius adalbertii J. Favre 1948
- Cortinarius adalbertii J. Favre ex M.M. Moser 1980
- Cortinarius adarmeniacus Rob. Henry 1970
- Cortinarius addamascenus Rob. Henry 1983
- Cortinarius adfocalis Rob. Henry 1989
- Cortinarius admotus Rob. Henry 1981
- Cortinarius adobtusus Rob. Henry 1968
- Cortinarius adustorimosus Rob. Henry 1988
- Cortinarius adustus Peck 1889
- Cortinarius aegrotus E. Horak 1990
- Cortinarius aequalipes Rob. Henry 1988
- Cortinarius aequatus Rob. Henry 1986
- Cortinarius aereus Rob. Henry 1952
- Cortinarius aerugineoconicus E. Horak 1990
- Cortinarius affinis Allesch.
- Cortinarius aganochrous E. Horak 1975
- Cortinarius agathosmus Brandrud, H. Lindstr. & Melot 1989
- Cortinarius aggregatus Kauffman 1918
- Cortinarius agnetis Melot 1989
- Cortinarius ahsii McKnight 1975
- Cortinarius aiacapiiae Speg. 1888
- Cortinarius albertii Dima, Frøslev & T.S. Jeppesen 2006
- Cortinarius albescens A.H. Sm. 1944
- Cortinarius albiceps Murrill 1942
- Cortinarius albidifolius Peck 1888
- Cortinarius albidiformis Murrill 1946
- Cortinarius albidipes Peck 1912
- Cortinarius albidoavellaneus Kauffman & A.H. Sm. 1933
- Cortinarius albidocyaneus Britzelm. 1892
- Cortinarius albidodiscus Bidaud & Fillion 1993
- Cortinarius albidofuscescens Herp. 1912
- Cortinarius albidogriseus Bidaud & Reumaux 1993
- Cortinarius albidulus Murrill 1939
- Cortinarius albidus Cleland 1933
- Cortinarius albidus Peck 1891
- Cortinarius albo-ochraceus M.M. Moser 1975
- Cortinarius alboadustus Bidaud 2012
- Cortinarius alboaggregatus Soop 2005
- Cortinarius alboannulatus Contu 2001
- Cortinarius albobrunneus M.M. Moser 1975
- Cortinarius albobrunnoides M.M. Moser & McKnight 1995
- Cortinarius albocinctus M.M. Moser 1975
- Cortinarius albocyaneus Fr. 1863
- Cortinarius albofimbriatus Rob. Henry 1940
- Cortinarius albofragrans Ammirati & M.M. Moser 1997
- Cortinarius albofulminescens Rob. Henry 1992
- Cortinarius albogaudis Kytöv., Niskanen & Liimat. 2009
- Cortinarius albolens Bidaud, Carteret & Reumaux 2012
- Cortinarius albolilascens Rob. Henry 1988
- Cortinarius albolutescens Reumaux 2001
- Cortinarius albomaculans Rob. Henry 1958
- Cortinarius albomaculatus Reumaux 1985
- Cortinarius albomaculatus Rob. Henry 1988
- Cortinarius albonigrellus J. Favre 1955
- Cortinarius alboroseus (R. Heim) Peintner, E. Horak, M.M. Moser & Vilgalys 2002
- Cortinarius alborufescens Imler 1955
- Cortinarius alboserrulatus E. Horak & Soop 1999
- Cortinarius albovariegatus (Velen.) Melot 1980
- Cortinarius albovestitus Bidaud 2001
- Cortinarius alboviolaceus (Pers.) Fr. 1838
- Cortinarius alcalinophilus Rob. Henry 1952
- Cortinarius aleuriodor Rob. Henry 1981
- Cortinarius aleuriolens Chevassut & Rob. Henry 1982
- Cortinarius aleuriosmus Maire 1910
- Cortinarius alexandri Bidaud, Moënne-Locc. & Reumaux 1994
- Cortinarius alkalivirens Høil. & Watling 1990
- Cortinarius allutoides Rob. Henry 1986
- Cortinarius allutus Fr. 1838
- Cortinarius alneti Bidaud 1996
- Cortinarius alnetorum (Velen.) M.M. Moser 1967
- Cortinarius alneus M.M. Moser 1953
- Cortinarius alneus M.M. Moser ex M.M. Moser 1967
- Cortinarius alnobetulae Kühner 1960
- Cortinarius alnobetulae Kühner 1989
- Cortinarius alnophilus (M.M. Moser) Nespiak 1981
- Cortinarius alpicola (Bon) Bon 1992
- Cortinarius alpinus Boud. 1895
- Cortinarius alsomatii Rob. Henry 1992
- Cortinarius altae-herbae Moënne-Locc. & Reumaux 1999
- Cortinarius alter Bidaud & Reumaux 2002
- Cortinarius alterplex Reumaux 1996
- Cortinarius alticaudus Reumaux 2008
- Cortinarius altipes Bidaud 2010
- Cortinarius altomellitus Rob. Henry 1985
- Cortinarius alutaceo-olivascens Rob. Henry 1959
- Cortinarius alutaceofulvus Britzelm. 1891
- Cortinarius alutaceogrisescens Bidaud 1997
- Cortinarius alutaceopallens (Rob. Henry) Bidaud 2009
- Cortinarius alutipes (Lasch) Fr. 1838
- Cortinarius amanitopsidoides Rob. Henry 1995
- Cortinarius amarellus Bidaud & Reumaux 1993
- Cortinarius amarissimus Murrill 1946
- Cortinarius amarocaerulescens Bidaud 2009
- Cortinarius amarus Peck 1880
- Cortinarius amazonicus Singer & I.J.A. Aguiar 1983
- Cortinarius ambiens Rob. Henry 1956
- Cortinarius americanus A.H. Sm. 1934
- Cortinarius amigochrous Kühner 1960
- Cortinarius amigochrous Kühner 1989
- Cortinarius ammoniacosplendens Chevassut & Rob. Henry 1978
- Cortinarius ammophiloides Bohus 1979
- Cortinarius ammophilus A. Pearson 1946
- Cortinarius amnicola A.H. Sm. 1942
- Cortinarius amoenolens Rob. Henry ex P.D. Orton 1960
- Cortinarius amoenus (M.M. Moser & E. Horak) G. Garnier 1991
- Cortinarius amphibalaustius Rob. Henry 1983
- Cortinarius amurceus Fr. 1838
- Cortinarius anauensis Soop 2001
- Cortinarius andreae H. Lindstr. 1999
- Cortinarius anfractoides Rob. Henry & Trescol 1986
- Cortinarius anfractoides Rob. Henry & Trescol 1987
- Cortinarius anfractus Fr. 1838
- Cortinarius angelesianus A.H. Sm. 1944
- Cortinarius angulatus Fr. 1838

Selon NCBI (29 octobre 2013) :